# Axis Powers Hetalia
Axis Powers Hetalia (jap. Axis Powers ヘタリア Akushisu Pawāzu Hetaria) – japoński komiks internetowy (manga) autorstwa Hidekazu Himaruya. Bohaterami serii są antropomorfzacje krajów, które wchodziły w skład państw Osi i aliantów podczas II wojny światowej. Seria przedstawia przesadną alegorię politycznych i historycznych wydarzeń, jak i ogólne porównania kultur różnych krajów. Licencję na wydanie mangi w formie tomikowej wykupiło w Japonii wydawnictwo Gentōsha. 
Na podstawie komiksu powstały także serie ONA i spin-off mangi zatytułowany Hetalia – World Stars.
W Polsce manga oraz jej spin-off zostały wydane przez wydawnictwo Studio JG.

## Znaczenie tytułu
Słowo hetalia (jap. ヘタリア) znajdujące się w tytule jest połączeniem słowa hetare (jap. へたれ) znaczącego „bezużyteczny” lub „niezdarny” i Italia.

## Bohaterowie
- Włochy (Północne) (jap. イタリア Itaria)

Seiyū: Daisuke Namikawa 
- Niemcy (jap. ドイツ Doitsu)

Seiyū: Hiroki Yasumoto 
- Japonia (jap. 日本 Nippon)

Seiyū: Hiroki Takahashi 
- Ameryka (jap. アメリカ Amerika)

Seiyū: Katsuyuki Konishi 
- Anglia (jap. イギリス Igirisu)

Seiyū: Noriaki Sugiyama 
- Francja (jap. フランス Furansu)

Seiyū: Masaya Onosaka 
- Chiny (jap. 中国 Chuugoku)

Seiyū: Yuki Kaida 
- Rosja (jap. ロシア Roshia)

Seiyū: Yasuhiro Takato 
- Hiszpania (jap. スペイン Supein)

Seiyū: Gō Inoue 
- Włochy (Południowe) (jap. 南イタリア（ロマーノ） Minami Itaria (Romaano))

Seiyū: Daisuke Namikawa 
- Węgry (jap. ハンガリー Hangarii)

Seiyū: Michiko Neya 
- Austria (jap. オーストリア Oosutoria)

Seiyū: Akira Sasanuma 
- Prusy (jap. プロイセン Puroisen)

Seiyū: Atsushi Kousaka 
- Litwa (jap. リトアニア Ritoania)

Seiyū: Ken Takeuchi 
- Polska (jap. ポーランド Poorando)

Seiyū: Kazutada Tanaka 
- Estonia (jap. エストニア Esutonia)

Seiyū: Atsushi Kousaka 
- Białoruś (jap. ベラルーシ Beraruushi)

Seiyū: Takano Urara 
- Ukraina (jap. ウクライナ Ukuraina)

Seiyū: Yuki Masuda 
- Szwajcaria (jap. スイス Suisu)

Seiyū: Romi Paku 
- Liechtenstein (jap. リヒテンシュタイン Rihitenshutain)

Seiyū: Rie Kugimiya 
- Kanada (jap. カナダ Kanada)

Seiyū: Konishi Katsuyuki 
- Chibitaria (jap. ちびたりあ)

Seiyū: Aki Kanada 
- Cesarstwo Rzymskie (jap. ローマ帝国 Rōma teikoku)

Seiyū: Hozumi Goda 
- Święte Cesarstwo Rzymskie (jap. 神聖ローマ Shinsei Rooma)

Seiyū: Jun Konno 

## Manga
Axis Powers Hetalia zostało wydane w sześciu tomach przez wydawnictwo Gentōsha. Każdy tankōbon, z wyjątkiem pierwszego, został wydany w standardowej wersji oraz edycji specjalnej, która obejmowała dodatkową małą broszurę.
W Polsce manga wydana została przez wydawnictwo Studio JG.
| Nr | Język japoński       | Język japoński         | Język polski      | Język polski           |
| Nr | Data wydania         | ISBN                   | Data wydania      | ISBN                   |
| --- | -------------------- | ---------------------- | ----------------- | ---------------------- |
| 01 | 28 marca 2008        | ISBN 978-4-3448-1275-8 | 13 listopada 2009 | ISBN 978-83-61356-18-9 |
| Lista rozdziałów - Na światowej konferencji - Track 0: Prolog - Track 1: Axis Powers - Track 2: Power Ranger Allied Forces - Track 3: Ameryka sprząta strych - Track 4: Tycitalia - Track 5: Chaos o świcie - Track 6: :) In the World - Od autora - Extra Track: W stronę niekończącego się jutra ~zwiastun filmowy~ |                      |                        |                   |                        |
| 02 | 10 grudnia 2008      | ISBN 978-4-344-81514-8 | 17 czerwca 2010   | ISBN 978-83-61356-23-3 |
| Lista rozdziałów - Track.0 Boże Narodzenie w Akademii Hetalii - Track.1 Z dziadziem Rzymem - Track.2 Grecji i Japonii przedziwne relacje - Track.3 Liechtenstein i jej pamiętniczek o Szwajcarii - Track.4 Starsza i młodsza siostra Rosji - Track.5 Hello World! Hello Italy! - Track.6 Francja i jego romans z Olimpią - Track.7 Japonia w dobie westernizacji - Track.8 Amerykańskie Ghost Story - Track.9 Koafiura i przyodzienie średniowiecznej Anglii - Track.10 Walka o Nowy Świat - Track.11 Leć, Kanado! Leć! - Track.12 Angielska i japońska kultura duchów - Track.13 Dlaczego Amerykanie uwielbiają wiosnę - Track.14 Wypowiedz życzenie |                      |                        |                   |                        |
| 03 | 21 maja 2010         | ISBN 978-4-344-81514-8 | 22 listopada 2010 | ISBN 978-83-61356-32-5 |
| Lista rozdziałów - Track.0 STANY ZJEDNOCZONE HETALII - Track.1 Solony łosoś, Niemcy i ja - Track.2 Samochody w Europie - Track.3 O państwach G8 słów kilka! - Track.4 Anglia śni o przeszłości - Track.5 Z Włoch nie ma ucieczki - Track.6 Produkcja towarów w krajach skandynawskich - Track.7 Kraje skandynawskie rozrabiają - Track.8 Jam jest Szwajcaria - Track.9 Tysiąc lat minęło jak jeden dzień - Track.10 Ojciec chrzestny Hiszpania i mały Romano - Track.11 Koafiura i przyodzienie średniowiecznej Anglii - PONOWNIE! - Track.12 Ciut wcześniejsza chińska era odkryć geograficznych - Track.13 Do boju, Sealandio! - Track.14 Wspomnienia Prus - Track.15 Moje pamiętniki Część 1 - Track.16 Moje pamiętniki Część 2 - Track.17 Tatarskie okowy - Track.18 Polska dyryguje Europą Wschodnią! - Track.19 Dziwne rządy Polski uważam za rozpoczęte! - Track.20 XV w. Tycitalia - Track.21 Opowieść o żelaznym wilku - Track.22 Zdobywcy z Północy i królowie ze Wschodu - Track.23 Grunwald - sequel - Track.24 Moje wysiłki - Track.25 STANY ZJEDNOCZONE HETALII 2 - Track.26 Gdyby świat należał do kotów - Track.27 Boisko polem walki |                      |                        |                   |                        |
| 04 | 30 czerwca 2011      | ISBN 978-4-344-82233-7 | 1 lutego 2012     | ISBN 978-83-61356-41-7 |
| Lista rozdziałów - Track.0 AKADEMIA HETALIA Gazetko szkolna! Do dzieła! - Track.1 Nasze pole walki - Track.2 U Holandii - Track.3 Top secret - Track.4 Pamiętniki Romano - Track.5 Dziadzio Rzym i tęgie koksy - Track.6 À bientôt! (do zobaczenia!) - Track.7 Ilha Formosa, czyli ~ Piękna Wyspa ~ - Track.8 Rosja i przyjaciele - Track.9 Maria Teresa i wojna siedmioletnia - Track.10 Elegancka rewolucja marcowa - Track.11 Holandia i odizolowany Japonia - Track.12 Z Turcją! - Track.13 Festiwal Kotów - Track.14 Prezent z okazji setnej rocznicy - Track.15 Tuż przed międzynarodową konferencją - Track.16 Do boju! Sealandio! Ponownie! - Track.17 WBC Kuby - Track.18 Na co trzeba się przygotować, jeśli twój współlokator jest z Ameryki? - Track.19 Bo świat, w którym otaczają mnie same białogłowy, jest - Last Track Od autora |                      |                        |                   |                        |
| 05 | 31 lipca 2012        | ISBN 978-4-344-82563-5 | 28 lutego 2013    | ISBN 978-83-61356-61-5 |
| Lista rozdziałów - Track.0 HETALIA ŻYWYCH TRUPÓW - Track.1 Na froncie afrykańskim! Część 1 - Track.2 Na froncie afrykańskim! Część 2 - Track.3 Okrągły roczek paktu trzech! - Track.4 Przerwa obiadowa! - Track.5 Wolność, równość, braterstwo i... - Track.6 Jaki to kraj? - Track.7 Razem z Rosją - Track.8 Mądrej głowie dość dwie słowie - Track.9 Chwilowi żołnierze - Track.10 Chcący się usamodzielnić - Track.11 AKADEMIA HETALIA Gazetko szkolna! Do dzieła! - Track.12 Bracia! To my! - Track.13 Za dawnych lat - Track.14 Hetalia à la carte - Track.15 Nawet jeśli odejdę, ty będziesz tu zawsze - Last Track Od autora |                      |                        |                   |                        |
| 06 | 31 października 2013 | ISBN 978-4-344-82867-4 | 24 marca 2014     | ISBN 978-83-61356-89-9 |

### Spin-off
Autorem spin-offu, zatytułowanego Hetalia – World Stars (jap. ヘタリア World☆Stars), również jest Hidekaz Himaruya. Kolejne rozdziały tej mangi ukazują się w internetowym czasopiśmie Shōnen Jump+. Pierwszy rozdział ukazał się w tym magazynie 22 września 2014 roku. W kwietniu 2018 roku autor zaprzestał publikacji mangi. 25 października 2020 roku ogłoszono, że publikacja mangi zostanie wznowiona.
W Polsce manga wydana została przez wydawnictwo Studio JG.
| Nr | Język japoński  | Język japoński         | Język polski        | Język polski           |
| Nr | Data wydania    | ISBN                   | Data wydania        | ISBN                   |
| -- | --------------- | ---------------------- | ------------------- | ---------------------- |
| 1  | 4 lutego 2015   | ISBN 978-4-08-880375-3 | 17 maja 2019        | ISBN 978-83-8001-421-3 |
| 2  | 3 lipca 2015    | ISBN 978-4-08-880440-8 | 19 lipca 2019       | ISBN 978-83-8001-465-7 |
| 3  | 4 lutego 2016   | ISBN 978-4-08-880615-0 | 7 października 2019 | ISBN 978-83-8001-489-3 |
| 4  | 2 czerwca 2017  | ISBN 978-4-08-881228-1 | 27 lutego 2020      | ISBN 978-83-8001-539-5 |
| 5  | 2 kwietnia 2021 | ISBN 978-4-08-882626-4 | 22 maja 2023        | ISBN 978-83-8001-945-4 |
| 6  | 2 września 2022 | ISBN 978-4-08-883090-2 | 4 czerwca 2024      | ISBN 978-83-8257-447-0 |
| 7  | 2 czerwca 2023  | ISBN 978-4-08-883547-1 | —                   |                        |
| 8  | 4 marca 2024    | ISBN 978-4-08-883776-5 | —                   |                        |

## Anime
W lipcu 2008 roku uruchomiono oficjalną stronę internetową, na której podano, że Studio Deen wykupiło prawa do wyprodukowania adaptacji serii w formie anime.
Premierę anime zaplanowało na 25 stycznia 2009 na kanale Kids Station. Przed premierą anime w telewizji Koreańczycy rozpoczęli protesty za pośrednictwem internetu, wyrażając niezadowolenie dotyczące sposobu przedstawienia ich państwa w mandze, żądając odwołania emisji anime. Ostatecznie Kids Station odwołała nadawanie anime niecałe 2 tygodnie przed planowanym terminem. Premiera na urządzenia mobilne oraz za pośrednictwem platformy animate.tv odbyła się zgodnie z planem.
Serial składa się z 52 odcinków, podzielonych na dwa sezony (odcinki 1-26 i 27-52), które publikowane były od 24 stycznia 2009 do 5 marca 2010 roku.

### Spin-off
25 października 2020 roku ogłoszono, że na podstawie spin-offu Hetalia – World Stars zostanie wyprodukowane anime, którego pramiera ma nastąpić wiosną 2021 roku. Do swoich ról powróci obsada poprzednich serii, Hiroshi Watanabe powróci do roli reżysera, Kazuyuki Fudeyasu do roli scenarzysty, a Mariko Oka ponownie będzie odpowiedzialny za projekt postaci; produkcją zajmuje się studio DEEN.